# Uzinsider
Uzinsider este un grup de companii din România, controlat de omul de afaceri Constantin Savu.
Uzinsider cuprinde în principal trei fabrici de producție, respectiv Comelf Bistrița, Promex Brăila și 24 Ianuarie Ploiești. 
Din grup mai fac parte companiile Uzinsider Techno București, Uzinsider General Contractor București, Uzinsider Engineering Galați.
Număr de angajați în 2013: 2.370 
Cifra de afaceri în 2012: 55,1 milioane euro 